# Cacupira tucurui
Cacupira tucurui là một loài bọ cánh cứng trong họ Cerambycidae.